# دارك سولز 2

شخصية اللعبة أثناء المواجهة مع الأعداء.

دارك سولز 2 (بالإنجليزية: Dark Souls II‎؛ باليابانية: ダークソウルII‎، ‏داكو سوروه تسو) هي لعبة فيديو تاريخ صدورها هو 11 مارس , 2014، وهي متوفرة على أجهزة مايكروسوفت ويندوز وبلاي ستيشن 3 وإكس بوكس 360 وبلاي ستيشن 4. اللعبة من تطوير فروم سوفت وير.

## القصة
تدور القصة حول شخص مصاب بلعنة تُفقده إنسانيته وتجعله يموت ولا ينتهي، يعود من جديد للحياة في كل مرة يموت فيها وفي كل عودة يصبح فارغًا وخاوٍ (Hollow) أكثر فأكثر ويسير في الأرض بلا ذاكرة ولا هدف، ويُلقب بطل اللعبة بحامل اللعنة. فيعتزم القدوم إلى مملكة قديمة يشاع أن فيها ما يمكنه إنهاء اللعنة. ويبدأ باستكشاف المملكة الكبيرة درانغليك (Drangleic) وأسطورة ملكها القديم فيندريك (vendrek).

## اللعب
تتيح اللعبة للاعب اما ان يكون محارب بشكل جسدي أو محارب بالسحر.
توفر اللعبة العديد من الاسلحة والدروع والعديد من التعاويذ أيضا.

## وصلات خارجية
- دارك سولز 2 على موقع IMDb (الإنجليزية)